# أريناس دي أغوينيا
بلدية أريناس دي أغوينيا (بالإسبانية: Arenas de Iguña)‏، هي إحدى بلديات منطقة كانتابريا, المصنفة على أنها مقاطعة أيضاً، في شمال إسبانيا.
يبلغ عدد سكانها 1.984 نسمة وفقاً لإحصائية سنة (2002).